# Довга
Довга (азерб. dovğa) — кисломолочный суп азербайджанской кухни, который можно есть как горячим, так и холодным.
Довга считается вегетарианским супом на основе йогурта и трав.
Довга подается за праздничным столом между мясными блюдами, что полезно для пищеварения. Основой довги является смесь нескольких видов кисломолочных напитков, таких как гатыг, айран и кефир. Довга может быть подана горячей, сразу после приготовления, или холодной. Не рекомендуется разогревать блюдо после охлаждения.

## Способ приготовления
Если нет мацони, можно использовать кефир, йогурт или смесь того и другого. Зелень можно заменить по своему вкусу. Добавление яйца придает супу нежную кремообразную консистенцию, предотвращает отделение жидкости. Для приготовления используют щавель, шпинат, кориандр, петрушку, укроп, зелёный лук, мяту, гатыг, отварной рис, взбитое яйцо, нут, Морская соль по вкусу.